# Björs Anna Matsdotter
Björs Anna Matsdotter, född 1647 i Oxberg, Mora socken, Kopparbergs län, död där 2 februari 1718, var den första i som anklagades för häxeri under häxprocessen i Mora. Hon dömdes för häxeri, men avrättades aldrig.
Anna Matsdotter var dotter till Mats Andersson och Björs Birgitta Jonsdotter i Oxberg. Anna Matsdotter var gift med Jerp Erik Eriksson, med vilken hon hade tre söner.
Under Det stora oväsendet 1669 anklagades Matsdotter för att ha varit i Blåkulla hos djävulen, dit hon hade flugit på en förtrollad ko tillsammans med barn från hemtrakten. Strax därpå dök det upp barn, som bekräftade anklagelserna. 
Enligt Birgitta Lagerlöf-Génetay skulle Anna Matsdotter först förnekat anklagelserna, men sedan ha angivit en "mycket tveksam och ostadig bekännelse" i närvaro av befallningsmannen Johan Arfwedsson, kyrkoherden Elavus Skragge och pastorsadjunkten Anders Nohr Moraeus. 
Anna Matsdotter dömdes till döden den 25 augusti, men remitterades till hovrätten med motiveringen "Synes vara förhoppning om bättring eftersom hon är så ung". Vid tiden för anklagelserna var Matsdotter 22 år gammal. Nya förhör hölls sedan med Matsdotter under vintern.
Häxförföljelserna avslutades 1676. Björs Anna var då fortfarande vid liv. Hon avled 1718. 